# Championnat d'Italie de rugby à XV 1931-1932
Navigation
Serie A 1930-1931 Serie A 1932-1933
Le Championnat d'Italie de rugby à XV 1931-1932 oppose les douze meilleures équipes italiennes de rugby à XV. Le championnat débute en 1931 et se termine en 1932. Il se déroule en deux temps : une première phase de 4 groupes constitués de trois équipes qui disputent des matchs aller-retour où tous les clubs se rencontrent deux fois et un tournoi final regroupant les premiers de chaque groupe qui s'affrontent également en matchs aller-retour.
Pour la 4e fois consécutive, l'Amatori Milan est sacré champion.

## Équipes participantes
Les douze équipes sont réparties en quatre groupes, de la façon suivante :
| Groupe A - GS Mussolini Milan - Bologne - GUF Padova Groupe B - GUF Torino - GRF Cantore Milan - Michelin Torino | Groupe C - Ponticello Genova - GUF Genova - Amatori Milan Groupe D - Rugby Rome - GUF Napoli - Lazio |

## Résultats

### Phase de groupe

#### Groupe A
| Rang | Club               | J | V | N | D | Pm | Pe | Diff | Pts |
| ---- | ------------------ | - | - | - | - | -- | -- | ---- | --- |
| 1    | GS Mussolini Milan | 4 | 3 | 1 | 0 | 32 | 3  | +29  | 7   |
| 2    | Rugby Bologne      | 4 | 1 | 1 | 2 | 9  | 35 | -26  | 3   |
| 3    | GUF Padova         | 4 | 1 | 0 | 3 | 12 | 15 | -3   | 2   |

|  | Qualifié (no 1) |

Attribution des points :  victoire : 2, match nul : 1, défaite : 0.

#### Groupe B
| Rang | Club              | J | V | N | D | Pm | Pe | Diff | Pts |
| ---- | ----------------- | - | - | - | - | -- | -- | ---- | --- |
| 1    | Michelin Torino   | 4 | 3 | 0 | 1 | 32 | 3  | +29  | 6   |
| 2    | GUF Torino        | 4 | 3 | 0 | 1 | 13 | 9  | +4   | 6   |
| 3    | GRF Cantore Milan | 4 | 0 | 0 | 4 | 3  | 36 | -33  | 0   |

|  | Qualifié (no 1) |

Attribution des points :  victoire : 2, match nul : 1, défaite : 0.

#### Groupe C
| Rang | Club                | J | V | N | D | Pm | Pe | Diff | Pts |
| ---- | ------------------- | - | - | - | - | -- | -- | ---- | --- |
| 1    | Amatori Rugby Milan | 4 | 4 | 0 | 0 | 70 | 8  | +62  | 8   |
| 2    | GUF Genova          | 4 | 2 | 0 | 2 | 9  | 36 | -27  | 4   |
| 3    | Ponticello Genova   | 4 | 0 | 0 | 4 | 5  | 40 | -35  | 0   |

|  | Qualifié (no 1) |

Attribution des points :  victoire : 2, match nul : 1, défaite : 0.

#### Groupe D
| Rang | Club       | J | V | N | D | Pm  | Pe | Diff | Pts |
| ---- | ---------- | - | - | - | - | --- | -- | ---- | --- |
| 1    | Rugby Rome | 4 | 4 | 0 | 0 | 135 | 0  | +135 | 8   |
| 2    | GUF Napoli | 4 | 2 | 0 | 2 | 10  | 67 | -57  | 4   |
| 3    | SS Lazio   | 4 | 0 | 0 | 4 | 0   | 78 | -78  | 0   |

|  | Qualifié (no 1) |

Attribution des points :  victoire : 2, match nul : 1, défaite : 0.

### Tour final
Le GS Mussolini Milan se retire de la compétition.
| Rang | Club                | J | V | N | D | Pm | Pe | Diff | Pts |
| ---- | ------------------- | - | - | - | - | -- | -- | ---- | --- |
| 1    | Amatori Rugby Milan | 4 | 2 | 1 | 1 | 25 | 6  | +19  | 5   |
| 2    | Rugby Rome          | 4 | 2 | 0 | 2 | 14 | 20 | -6   | 4   |
| 3    | Michelin Torino     | 4 | 1 | 1 | 2 | 5  | 18 | -13  | 3   |
| 4    | GS Mussolini Milan  | 0 | 0 | 0 | 0 | 0  | 0  | 0    | 0   |

|  | Vainqueur (no 1) |

Attribution des points :  victoire : 2, match nul : 1, défaite : 0.

## Vainqueur
| Entraîneur |                        |                                                                      |
| Avants     | Pilier                 | Campagna, Glanville, Sessa, Testoni, Vecchio, Zani                   |
| Avants     | Talonneur              | Paselli                                                              |
| Avants     | Deuxième ligne         | Allevi, Aymonod, Baumann, Webster                                    |
| Avants     | Troisième ligne aile   | Cesani, Gattoni, Lodigiani, Morimondi, Pellagata, Rizzini, Tagliabue |
| Avants     | Troisième ligne centre | V. Barzaghi, Cazzini, Di Bello, Esposti, Montoli                     |
| Arrières   | Demi de mêlée          |                                                                      |
| Arrières   | Demi d'ouverture       |                                                                      |
| Arrières   | Centre                 |                                                                      |
| Arrières   | Ailier                 |                                                                      |
| Arrières   | Arrière                |                                                                      |